# Franz Egger (Historiker)
Franz Egger (* 1952 in Eggersriet) ist ein Schweizer Historiker.

## Leben
Nach dem Besuch der Klosterschule in Einsiedeln studierte Franz Egger 1972–1978 Geschichte und Kunstgeschichte an der Universität Basel. In seiner Lizentiatsarbeit befasste er sich mit der Zusammensetzung des Kleinen Rates von Basel im Zeitraum 1660–1700. Von 1978 bis 1982 wirkte er als wissenschaftlicher Mitarbeiter der Documents Diplomatiques Suisses am Schweizerischen Bundesarchiv in Bern und 1985–1989 als Assistent am Historischen Seminar der Universität Basel bei Hans Rudolf Guggisberg. 1987 promovierte er in Basel zum Dr. phil. I. Von 1989 bis zu seiner Pensionierung 2015 war er Konservator der historisch-technologischen Abteilung am Historischen Museum Basel. Von 1992 bis 1995 war er Vorsteher der Historisch-Antiquarischen Gesellschaft von Basel. 
Sein Spezialgebiet liegt in der spätmittelalterlichen und neuzeitlichen Geschichte der Stadt Basel.

## Schriften (Auswahl)

### Monografien
- Beiträge zur Geschichte des Predigerordens. Die Reform des Basler Konvents 1429 und die Stellung des Ordens am Basler Konzil 1431–1448, Bern 1991 (Dissertation)
- Das Szepter der Universität Basel (Basler Kostbarkeiten, Bd. 13), Basel 1992.
- Der Schweizerdolch mit dem Gleichnis des verlorenen Sohnes (Basler Kostbarkeiten, Bd. 22), Basel 2001.
- Zünfte und Gesellschaften in Basel (Schriften des Historischen Museums Basel, Bd. 15), Basel 2005.
- Basler Totentanz, Basel 1990 (2., erw. Aufl. 2009).
- Die Universität Basel. Hauptdaten ihrer Geschichte 1460–2010, Basel 2010.

### Aufsätze
- „Das man dem almusen unnd spital zu lieb nit also jnsässe“. Basler Hintersassen im 16. Jahrhundert, in: Basler Zeitschrift für Geschichte und Altertumskunde, 91 (1991), S. 39–57 (doi:10.5169/seals-118278)
- "Der frölichen Auferständnis durch Jesum Christum erwertig". Das Epitaph für Bürgermeister Wettstein, in: Basler Zeitschrift für Geschichte und Altertumskunde 98 (1998), S. 49–65 (doi:10.5169/seals-118401)
- Die Kalenderreform von 1582: Zankapfel der Konfessionen, in: Familienforschung Schweiz. Jahrbuch (2004) S. 136–151.